# Abyssianira dentifrons
Abyssianira dentifrons är en kräftdjursart som beskrevs av Menzies 1956. Abyssianira dentifrons ingår i släktet Abyssianira och familjen Paramunnidae. Inga underarter finns listade i Catalogue of Life.